# Ferrassières
Ferrassières è un comune francese di 119 abitanti situato nel dipartimento della Drôme della regione dell'Alvernia-Rodano-Alpi.

Si trova sul Plateau d'Albion, altopiano che collega le falde orientali del Mont Ventoux e quelle della Montagna di Lura

## Società

### Evoluzione demografica
Abitanti censiti